# لو جونز
لو جونز (انگلیسی: Lou Jones; ۱۵ ژانویهٔ ۱۹۳۲ – ۳ فوریهٔ ۲۰۰۶) دونده اهل ایالات متحده آمریکا بود.
وی در مسابقات کشوری و بین‌المللی در مجموع برندهٔ ۳ مدال طلا شده‌است.